# Udo Thomer

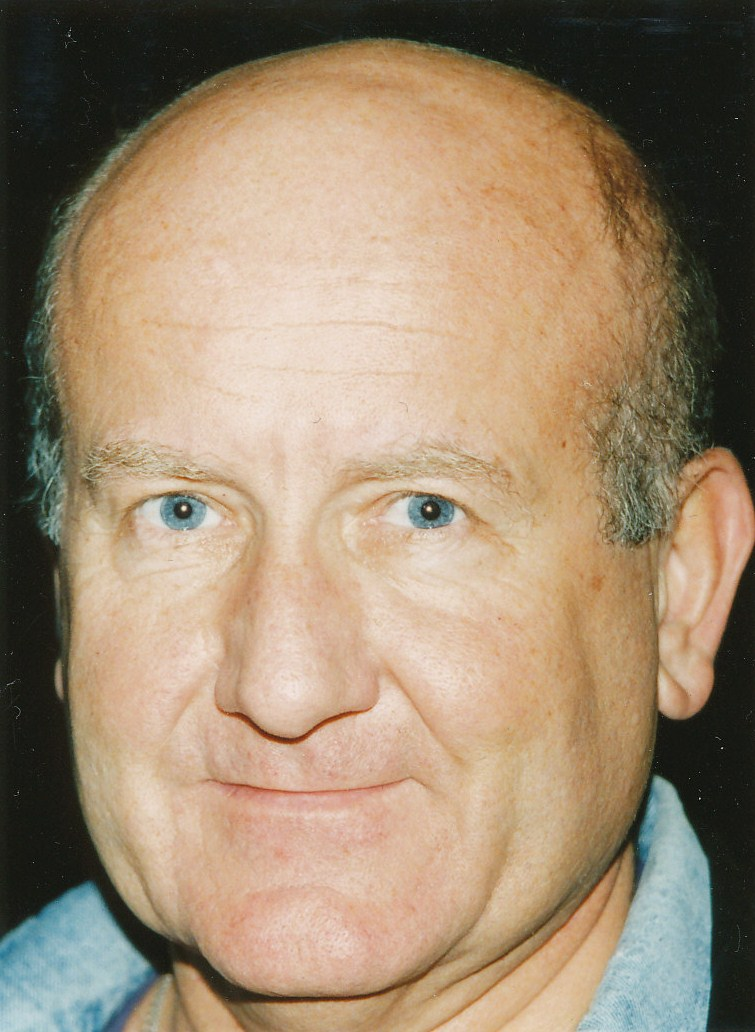
Udo Thomer

Udo Thomer (* 3. Oktober 1945 in Regensburg; † 12. Januar 2006 in München) war ein deutscher Volksschauspieler.

## Leben
Udo Thomer wuchs gemeinsam mit einer Schwester in Regensburg auf. Nach seiner Schauspielausbildung an der Otto-Falckenberg-Schule in München hatte er unter anderem Engagements an den Staatstheatern Oldenburg und Hannover, am Thalia Theater Hamburg, in Stuttgart und in München. Thomer gehörte zeitweise zu den Ensembles der Salzburger Festspiele, der Luisenburg-Festspiele in Wunsiedel und der Burgfestspiele in Mayen.
Ab den 1970er-Jahren wirkte Thomer als Schauspieler vor der Kamera in über 110 Film- und Fernsehproduktionen mit, darunter auch in zahlreichen Fernsehserien wie beispielsweise in Der Millionenbauer, Buddenbrooks, Irgendwie und Sowieso, Löwengrube und Forsthaus Falkenau. Einem Millionenpublikum bekannt wurde er durch seine Rolle als etwas tollpatschiger Polizeibeamter Anton Pfeiffer in der Serie Der Bulle von Tölz an der Seite von Ottfried Fischer und Katerina Jacob. Auch beim deutschen Film hatte er Rollen, wie beispielsweise in Loriots Ödipussi und Pappa ante portas.
Daneben trat Thomer auch solo auf, mit seinem Karl-Valentin-Abendprogramm Sinniges und Unsinniges oder mit Lesungen, zuletzt von seinem Sohn David musikalisch (klassische Gitarre) begleitet.
Thomer war verheiratet und hatte einen Sohn. Er lebte zuletzt im Münchner Stadtteil Perlach. Am 2. Januar 2006 stürzte er in einem Münchner Restaurant eine Treppe hinab und erlitt dabei schwere Kopfverletzungen. Er wurde ins Klinikum Rechts der Isar eingeliefert, wo er zehn Tage später im Alter von 60 Jahren starb. Am 18. Januar 2006 wurde Thomer auf dem Neuen Südfriedhof München beigesetzt.

## Filmografie (Auswahl)
- 1975: Der Wittiber
- 1977–1996: Derrick (Fernsehserie, 9 Folgen, verschiedene Rollen)
- 1977–2003: Der Alte (Fernsehserie, 11 Folgen, verschiedene Rollen)
- 1977–1986: Polizeiinspektion 1 (Fernsehserie, 11 Folgen, verschiedene Rollen)
- 1979: Andreas Vöst
- 1979: Die Buddenbrooks (Fernsehserie)
- 1980: Tatort: Der gelbe Unterrock
- 1980–2006: SOKO München (Fernsehserie, 4 Folgen, verschiedene Rollen)
- 1980: Tatort: Mit nackten Füßen
- 1981: Tatort: Das Zittern der Tenöre
- 1981: Steckbriefe (Fernsehserie, 6 Folgen)
- 1982: Randale
- 1982–1990: Schwarz Rot Gold (Fernsehserie, 5 Folgen)
- 1983: Der Glockenkrieg
- 1983: Auf Achse (Fernsehserie, 2 Folgen)
- 1983: Die Matrosen von Kronstadt
- 1983–2001: Weißblaue Geschichten (Fernsehserie, 14 Folgen, verschiedene Rollen)
- 1984: Vor dem Sturm
- 1984: Die Krimistunde (Fernsehserie, 4 Folgen)
- 1985: Oliver Maass
- 1985: Der Fehler des Piloten
- 1985: Die Schwarzwaldklinik (Fernsehserie, Pilotfilm – 1. Folge)
- 1986: Die Wächter
- 1986: Schafkopfrennen (Fernsehserie)
- 1986: Irgendwie und Sowieso (Fernsehserie)
- 1987–1988: Waldhaus (Fernsehserie)
- 1987–1988: Eichbergers besondere Fälle (Fernsehserie, 8 Folgen)
- 1988: Der Schwammerlkönig
- 1988: Ödipussi
- 1988: Der Millionenbauer (Fernsehserie)
- 1989: Karambolage
- 1990: Das schreckliche Mädchen
- 1990: Forsthaus Falkenau (Fernsehserie, 2 Folgen)
- 1991–1993: Ein Schloß am Wörthersee (Fernsehserie, 2 Folgen)
- 1991: Tatort: Animals
- 1991: Pappa ante portas
- 1992: Der Bergdoktor (Fernsehserie, 1 Folge)
- 1992: Die Männer vom K3 (Fernsehserie, 1 Folge)
- 1993: Familie Heinz Becker (Fernsehserie, 1 Folge)
- 1993: Der Komödienstadel
- 1993–1997: Ein Bayer auf Rügen (Fernsehserie, 36 Folgen)
- 1995: Kriminaltango (Fernsehserie)
- 1995: Helden haben´s schwer
- 1996: Solange es die Liebe gibt (Fernsehserie)
- 1996: Café Meineid (Fernsehserie)
- 1996: Für alle Fälle Stefanie (Fernsehserie, 3 Folgen)
- 1996: Wildbach (Fernsehserie, 2 Folgen)
- 1996–2005: Der Bulle von Tölz (Fernsehserie, 32 Folgen)
- 1997: Es geschah am hellichten Tag
- 1997: Der König von St. Pauli
- 1997: Dr. Stefan Frank – Der Arzt, dem die Frauen vertrauen (Fernsehserie, 1 Folge)
- 1998–2004: Tierarzt Dr. Engel (Fernsehserie, 42 Folgen)
- 1998: Menschenjagd
- 1998–2004: Siska (Fernsehserie, 3 Folgen, verschiedene Rollen)
- 1999: Engel auf St. Pauli
- 1999: Annahme verweigert
- 1999: Schloßhotel Orth (Fernsehserie, 1 Folge)
- 2000: Am Anfang war …
- 2000: Unser Charly (Fernsehserie, 1 Folge)
- 2000: Polizeiruf 110: Verzeih mir
- 2001–2004: Der Landarzt (Fernsehserie, 7 Folgen)
- 2002: Das Traumschiff: Thailand
- 2002: Edel & Starck (Fernsehserie, 1 Folge)
- 2005: Die Geierwally
- 2005: Die Rosenheim-Cops (Fernsehserie, 1 Folge)
- 2006: Kommissarin Lucas – Skizze einer Toten (TV-Reihe)